# Francesc Vidal i Gomà
Francesc Vidal i Gomà (Barcelona, 19 de novembre de 1894 - Barcelona, 25 març de 1970) fou un pintor català que realitzà obra mural, especialitat que ensenyà a l'Escola Massana de Barcelona, i també pintura de cavallet.

## Biografia
Va néixer al carrer Sant Pere Mes Alt de Barcelona, fill del pintor Joan Vidal i Riera (1864-1947), natural de Barcelona, i d'Àngela Gomà i Mora, natural de la Vila de Gràcia.
Realitzà els primers estudis a l'escola primària de Sant Josep, situada a la Ronda de Sant Antoni de Barcelona, on coincidí amb l'escultor Rafael Solanic i Bàlius, el ceramista Josep Llorens i Artigas i el pintor i crític d'art Joan Cortés. La vocació pel dibuix i la pintura el van portar a estudiar a l'escola de Francesc d'Assís Galí. Més tard va ingressar al Cercle Artístic de Sant Lluc, on es relacionà amb els Amics de l'Art Litúrgic. Amb Pere Daura i Emili Bosch i Roger fundà l'Agrupació d'Artistes Catalans.
Francesc Vidal passà molt de temps a París on rebé les influències, primer de l'obra de Paul Cézanne i finalment de manera destacada de Henry-Eugène Delacroix, pintor d'estil academicista i noucentista.
Va ser professor a l'Escola Massana de Barcelona des dels seus inicis.

## Obra
Si bé se'n coneixen obres paisatgistes, retrats, natures mortes i altres, els murals de tipus religiós van representar el segment més important del seu treball. Se'n troben a:
- Església de Sant Vicenç a Mollet del Vallès. Sant Sopar en el frontis de la Capella del Santíssim.
- Parròquia de Santa Maria a Arenys de Mar. Fresc representant el baptisme de Jesús, part d'un projecte general del pintor Josep Obiols.
- Església parroquial de Santa Maria a Olost. Decoració del presbiteri.
- Església del Sagrat Cor a Sant Guim de Freixenet.[8]
- Sant Pere de Lavern al terme municipal de Subirats.
- Cripta de l'Església parroquial de Sant Miquel de Cardona. Mosaic dissenyat per Francesc Vidal i Gomà.[9]